# Список вулканів Колумбії
Див. також Список вулканів.

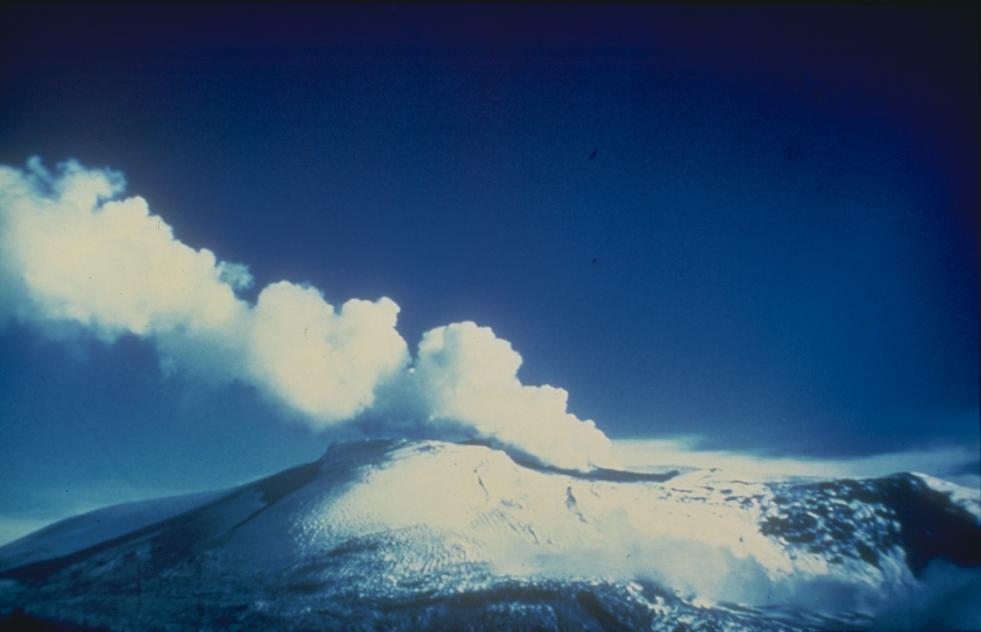
Виверження Невадо-дель-Руїс 1985 року

Нижче наведений список активних, сплячих та згаслих вулканів, розташованих в Колумбії. Всі ці вулкани входять до Північної вулканічної зони Андійського вулканічного поясу.
| Назва                  | Висота (м) | Розташування (координати)                                         | Останнє виверження        |
| Асуфраль               | 4070       | 1°05′ пн. ш. 77°41′ зх. д. / 1.08° пн. ш. 77.68° зх. д.           | 930 до н. е. ?            |
| Серро-Браво            | 4000       | 5°05′31″ пн. ш. 75°18′00″ зх. д. / 5.092° пн. ш. 75.30° зх. д.    | 1720 ± 150 років          |
| Серро-Мачін            | 2650       | 4°29′ пн. ш. 75°24′ зх. д. / 4.48° пн. ш. 75.40° зх. д.           | 1180 ± 150 років          |
| Серро-Негро-де-Маяскер | 4445       | 0°49′ пн. ш. 77°58′ зх. д. / 0.82° пн. ш. 77.96° зх. д.           | 1936                      |
| Кумбаль                | 4764       | 0°49′ пн. ш. 77°34′ зх. д. / 0.82° пн. ш. 77.57° зх. д.           | 1926                      |
| Донья-Хуана            | 4150       | 1°28′ пн. ш. 76°55′ зх. д. / 1.47° пн. ш. 76.92° зх. д.           | 1906                      |
| Ґалерас                | 4276       | 1°13′0″ пн. ш. 77°22′0″ зх. д. / 1.21667° пн. ш. 77.36667° зх. д. | 2008                      |
| Невадо-дель-Уїла       | 5365       | 2°55′ пн. ш. 76°03′ зх. д. / 2.92° пн. ш. 76.05° зх. д.           | 2008                      |
| Невадо-дель-Толіма     | 5200       | 4°40′ пн. ш. 75°20′ зх. д. / 4.67° пн. ш. 75.33° зх. д.           | 1943                      |
| Невадо-дель-Руїс       | 5321       | 4°53′ пн. ш. 75°22′ зх. д. / 4.883° пн. ш. 75.367° зх. д.         | 1991                      |
| Петакас                | 4054       | 1°34′ пн. ш. 76°47′ зх. д. / 1.57° пн. ш. 76.78° зх. д.           | 5950 до н. е. ± 500 років |
| Пурасе                 | 4650       | 2°19′ пн. ш. 76°24′ зх. д. / 2.32° пн. ш. 76.40° зх. д.           | 1977                      |
| Ромераль               | 3858       | 5°12′22″ пн. ш. 75°21′50″ зх. д. / 5.206° пн. ш. 75.364° зх. д.   | 5950 до н. е. ± 500 років |
| Санта-Ісабель          | 4950       | 4°49′ пн. ш. 75°22′ зх. д. / 4.82° пн. ш. 75.37° зх. д.           | 2800 до н. е. ± 100 років |
| Сотара                 | 4400       | 2°07′ пн. ш. 76°35′ зх. д. / 2.12° пн. ш. 76.58° зх. д.           | Невідомо                  |